# Józef Baldo
Józef Baldo, wł. Giuseppe Baldo (ur. 19 lutego 1843 w Puegnago, zm. 24 października 1915 w Ronco all’Adige) – włoski duchowny katolicki, założyciel m.in. stowarzyszenia Sióstr Miłosierdzia św. Marii (1882) i zgromadzenia Sióstr Małych Świętego Józefa (1894), błogosławiony Kościoła rzymskokatolickiego.
Józef Baldo urodził się w wielodzietnej rodzinie, jako szósty z dziewięciorga dzieci Angelo Baldo. Wychowany w katolickiej rodzinie. W wieku 16 lat wstąpił do seminarium duchownego w Weronie. Tamże 15 sierpnia 1865 przyjął święcenia kapłańskie i otrzymał stanowisko namiestnika kolegium.
W 1883 założył stowarzyszenia Sióstr Miłosierdzia św. Marii (wł. Santa Maria del Soccorso), w 1888 otworzył mały szpital Dom Hipolita (wł. Casa Ippolita), w 1893 schronisko dla osób starszych a w 1844 katolicki Fundusz Rozwoju Wsi. Dla osób świeckich w 1882 roku założył stowarzyszenie chrześcijańskich matek. W 1894 założył zgromadzenie Sióstr Małych (wł. Congregazione Piccole Figlie di San Giuseppe).
Beatyfikowany został w dniu 31 października 1989 przez papieża Jana Pawła II w Rzymie.
Jego wspomnienie liturgiczne obchodzone jest 24 października.